# Замок Ной-Изенбург
Руины замка Ной Изенбург (в пер. с нем. — «Новый Изенбург») (нем.  Neue Isenburg) расположены в районе Бреденай в южной части города Эссен на скалистом обрыве на северном берегу озера Бальденайзее (водохранилище на реке Рур) (Германия, федеральная земля Северный Рейн-Вестфалия).

## История
Родовым замком семейства Альтена-Изенбург был замок Изенбург в городе Хаттингене. Однако, после того как в ноябре 1226 года за убийство архиепископа Кёльнского Энгельберта фон Берга был казнен граф Фридрих Изенбургский, все замки, принадлежащие семейству Изенбург, были разрушены. Все владения Изенбургов были конфискованы в пользу Кёльнского архиепископства и семейства графов фон Марк.
Старший сын Фридриха Дитрих Альтена-Изенбургский в 1226 году требует реституции семейству всех утраченных прав. Это приводит к началу так называемых Изенбергских беспорядков. Изенбергские беспорядки — это начавшаяся в 1232 году и длившаяся на протяжении 11 лет вражда между Дитрихом Альтена-Изенбургским в союзе с его дядей Генрихом IV Лимбургским c одной стороны и Адольфом I фон Марком в союзе с архиепископом Кёльнским Конрадом фон Гохштаденом с другой стороны.

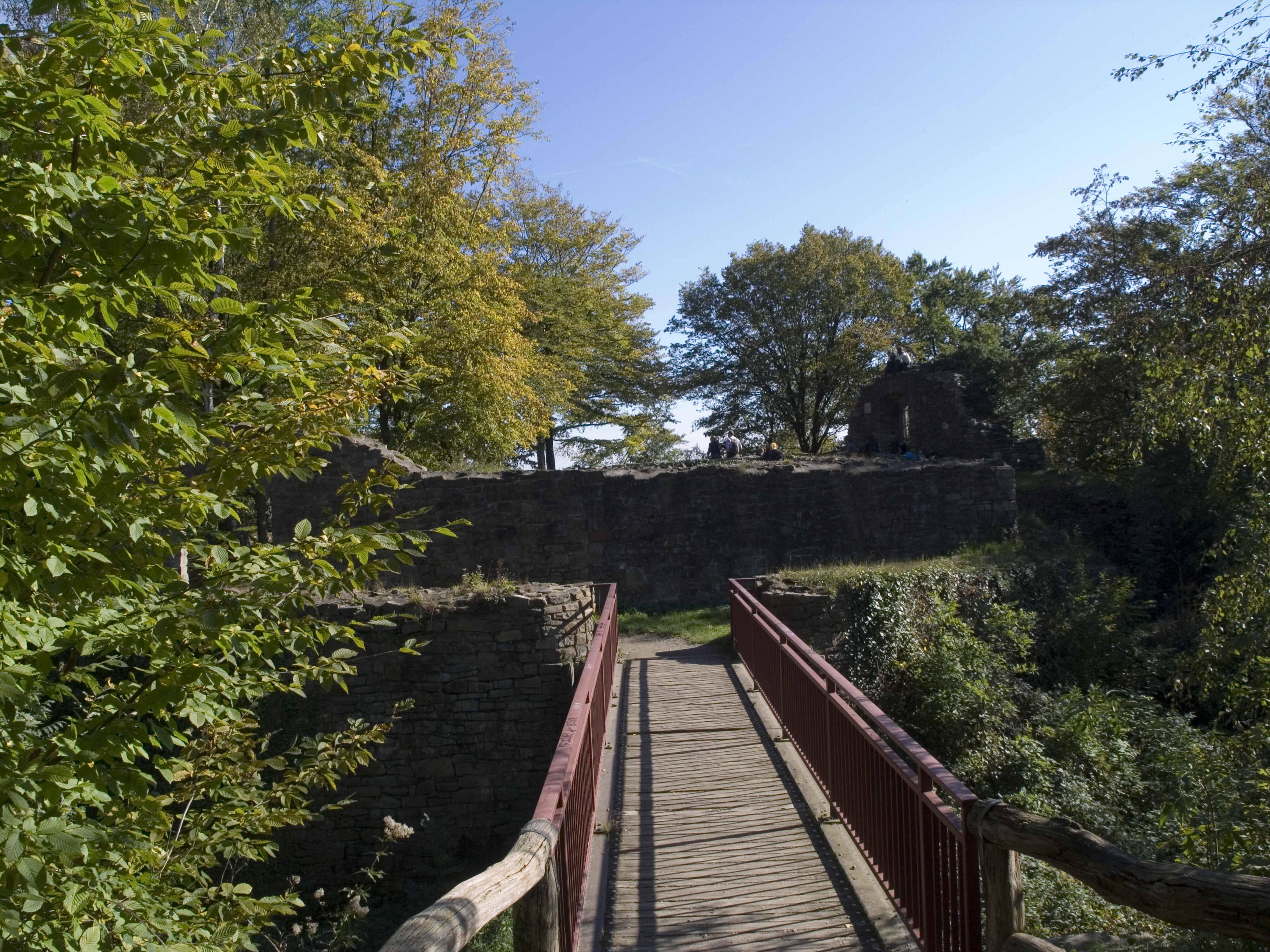
Ранее на этом месте был
подъёмный мост

В 1240 году Дитрих Альтена-Изенбургский на земле, принадлежащей Верденскому аббатству, закладывает замок, который называет «Новым Изенбургом».
К 1243 году военные действия, которые вели соперники, практически зашли в тупик и Изенбергские беспорядки были урегулированы мирным договором, в результате которого Дитрих возвращает себе часть отцовских владений. Не желающий смириться с этим архиепископ Конрад фон Гохштаден в 1244 году штурмует замок Ной Изенбург и берет его приступом. Конрад фон Гохштаден назначает управителя замка, соблюдающего интересы Кёльнского архиепископства. Замок становится бастионом в борьбе с графством Марк, а также используется в качестве тюрьмы. Знаменитыми пленниками Ной Изенбурга были, например, епископ Падернборгского архиепископства Симон I Липпский и граф Адольф I Вальдек-Шваленбергский.

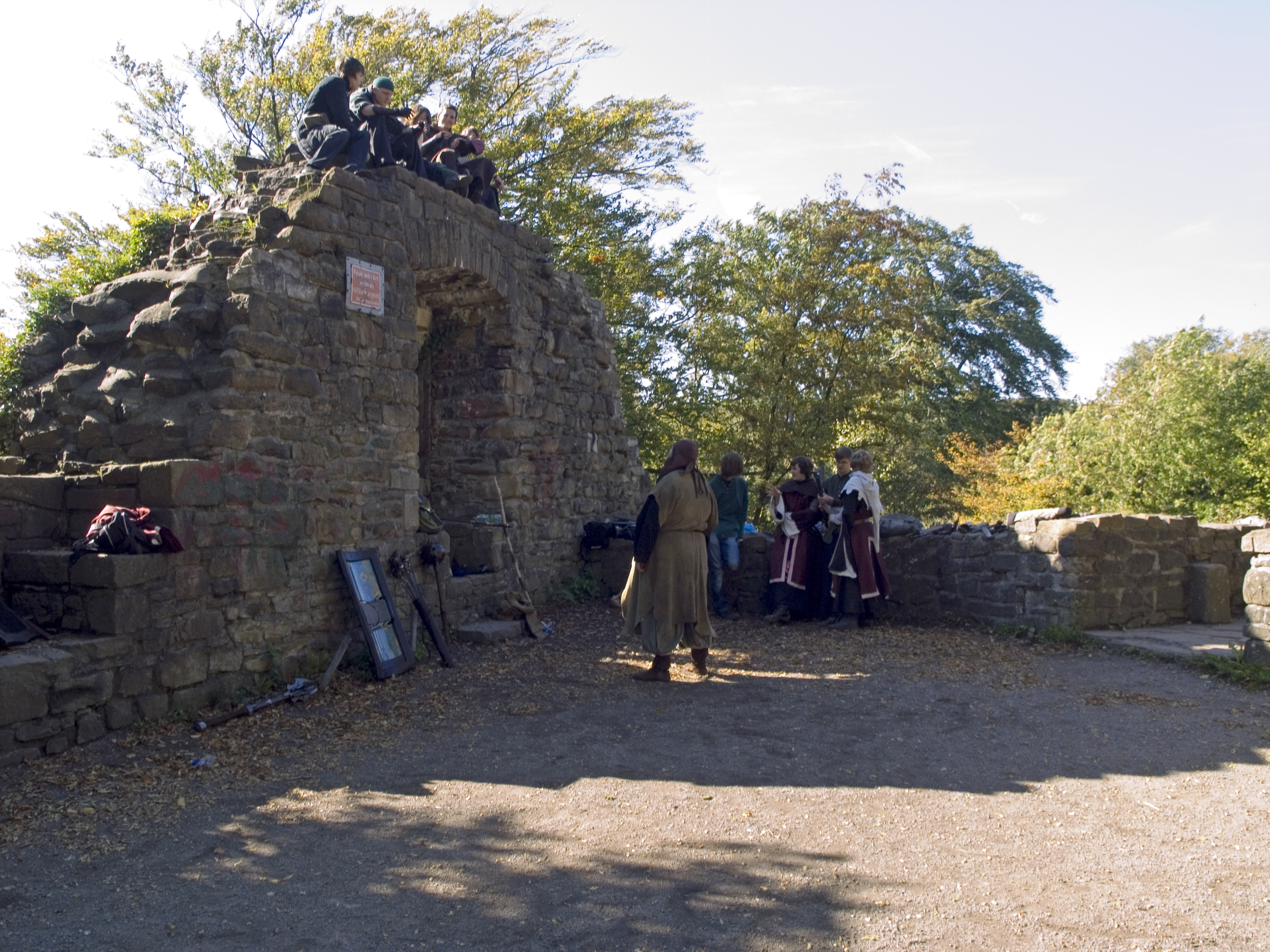
В замке часто собираются
любители рыцарских игр

22 февраля 1248 года Дитрих Изенбургский полностью отказывается от прав на замок Ной-Изенбург и земельных владений в Эссене и Вердене в пользу Кёльнского архиепископства и удаляется в замок Лимбург в Хагене.
5 июня 1288 года Кёльнский архиепископ Зигфрид Вестербургский терпит поражение в битве при Воррингене. Победитель Ян I Брабантский позволил своему союзнику Эбергарду I фон Марку захватить несколько владений Кёльнского архиепископства и, в том числе, замок Ной Изенбург. Сильно разрушенный замок никогда более не восстанавливался.
К 1900 году замок полностью превратился в руины, кроме нескольких останков оборонительных стен, все оказалось погребённым в толще земли. С 1927 по 1933 год были проведены раскопки под руководством Эрнста Карса. В ходе раскопок, в частности, выяснилось, что на месте замка были поселения уже в древние времена. Повторные раскопки проводились в 1975—1979 годах. Находки выставлены в Рурском музее в Эссене.

## Описание замка

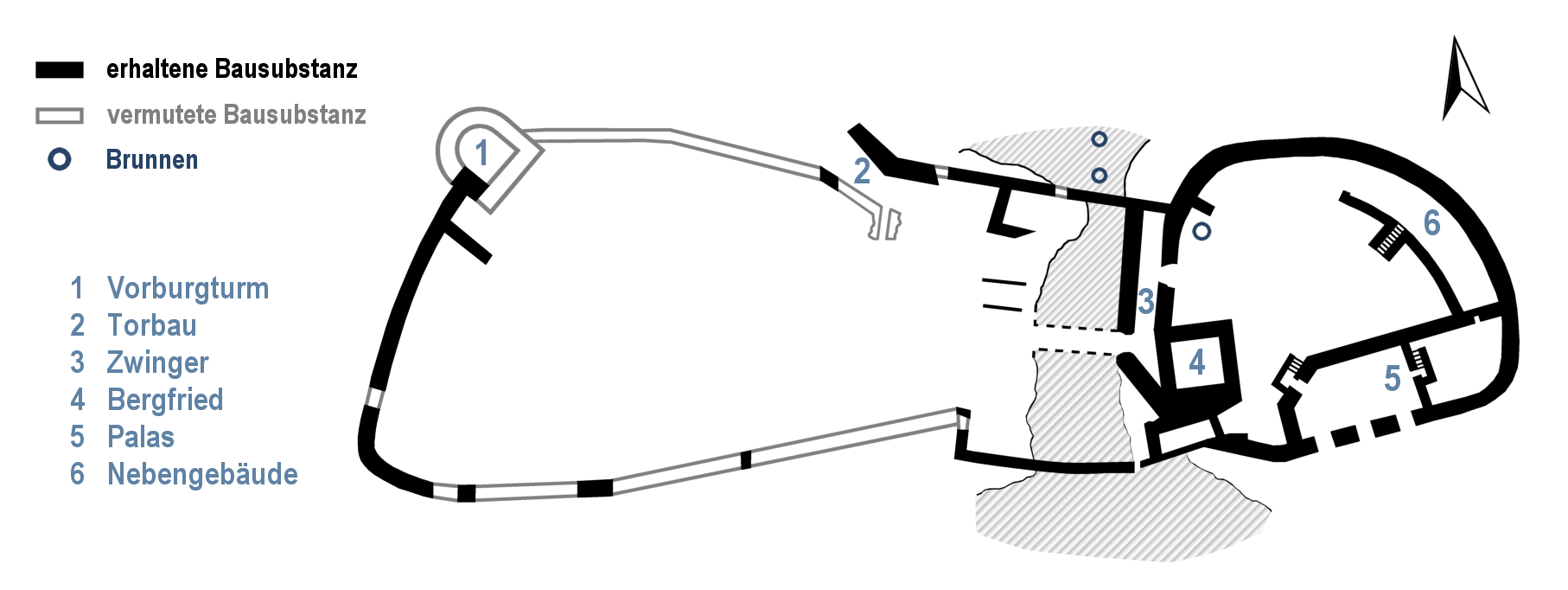
Схематический план замка

Замок Ной-Изенбург — одно из крупнейших крепостных сооружений в Рурском регионе — его размеры составляют 135 на 75 метров. Замок состоял из передового замка (на западе) и цитадели (на востоке), которые разделял ров шириной 10 и глубиной 5 метров. Сегодня на том месте, где некогда был подъёмный мост, обеспечивающий единственный въезд в замок, переброшен деревянный мост. В скальной породе были выдолблены 15 лестниц, соединявших разноуровневые террасы замка. На сегодняшний день из этих лестниц сохранились только три.
Передовой замок имел размеры 45 на 75 метров. Его окружала стена толщиной 2 метра и периметром — 180 метров. В северо-западном углу сохранились остатки башни подковообразной формы (на схеме обозначен цифрой «1»). Толщина стен башни составляет 4,5 метров, предполагается, что раньше таких башен было восемь. В северной части находились въездные ворота («2»). Фахверковый дом в северной части замка был построен только в XX веке.
Цитадель имеет размеры 45 на 37 метров. Толщина её стен достигает 2 метров. На западе к цитадели примыкает барбакан («3»). В юго-западном углу цитадели сохранились останки донжона («4») с размерами боковых стен 8,75×8,75 метров. Предполагается, что высота донжона была около 20 метров. Здание «5» служило господским домом. На северо-востоке к господскому дому примыкало здание «6», назначение которого не выяснено — оно могло выполнять как хозяйственную, так и жилую функцию.